# Nicolas Flobert
Nicolas Flobert (Parigi, 1819 – Gagny, 1894) è stato un inventore francese.

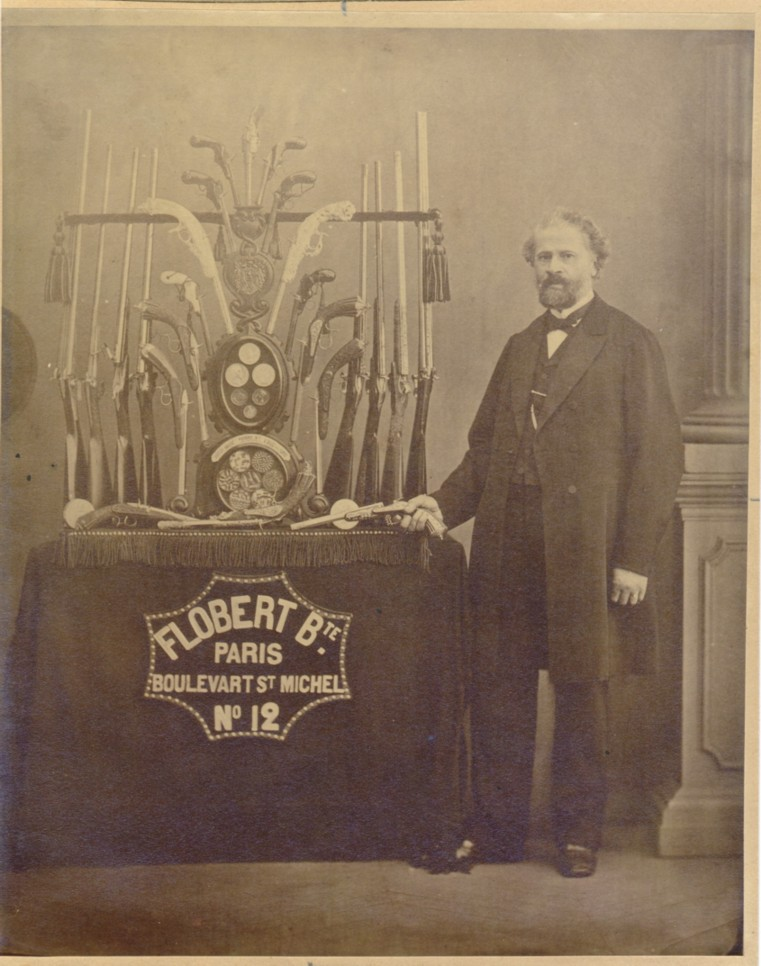

È noto per l'invenzione di una carabina e di vari tipi di pistole a retrocarica, molto leggere, generalmente a canna liscia, per il tiro da giardino e da sala.
La cartuccia era a carica ridotta con esplosione poco rumorosa, il proiettile era una pallottola ogivale di piombo (raramente pallini), il calibro è per lo più di 6 mm e la gittata si avvicina ai 30 metri.
Un analogo tipo di carabina funziona ad aria compressa e lancia un piccolo proiettile metallico munito posteriormente di piumino.
Il nome di Flobert è ormai generalmente usato per indicare un'arma costruita secondo il sistema Flobert

## Fonti
http://www.treccani.it/enciclopedia/nicolas-flobert/